# Roca de Llagunes
La Roca de Llagunes és una muntanya de 1.742,5 metres a'altitud del terme municipal de Soriguera, a la comarca del Pallars Sobirà. Pertanyia al terme primigeni de Soriguera. És a prop de l'extrem est del terme, al sud-oest del Port del Cantó, a l'oest-nord-oest del poble de Freixa i al sud-est del de Llagunes. Al seu nord es troba l'obaga de Llagunes i el seu vessant sud-oest, el bosc de Salzeu. És al límit sud-oriental del Parc Natural de l'Alt Pirineu.